# Cicle d'Otto

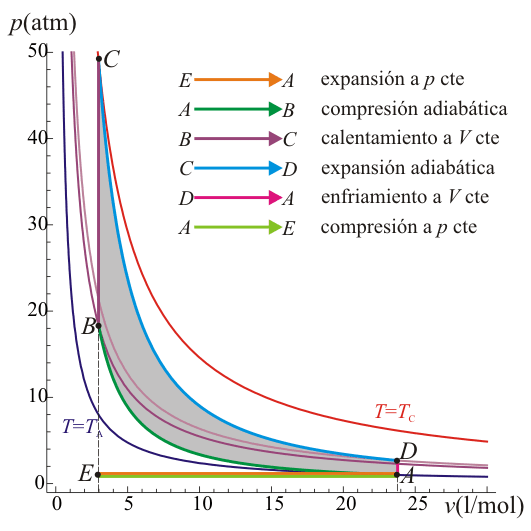
Cicle Otto amb valors exactes

El cicle d'Otto o cicle Beau de Rochas és el cicle termodinàmic ideal que s'aplica en els motors de combustió interna d'encesa provocada (motors de gasolina). Es caracteritza pel fet que en una primera aproximació teòrica, tota la calor s'aporta a volum constant.

## Cicle de quatre temps (4T)

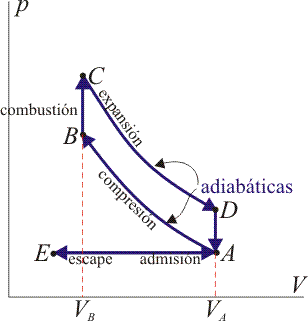
Esquema d'un cicle Otto de 4 temps en un diagrama PV

El cicle consta de sis processos, dos dels quals no participen en el cicle termodinàmic del fluid operant, però són fonamentals per a la renovació de la càrrega del mateix:
- EA: admissió a pressió constant (renovació de la càrrega)
- AB: compressió isentrópica
- BC: combustió, aportació de calor a volum constant. La pressió s'eleva ràpidament abans de començar el temps útil
- CD: força, expansió isentrópica o part del cicle que lliura treball
- DA: Escape, cessió de la calor residual a l'ambient a volum constant
- AE: Escape, buidatge de la cambra a pressió constant (renovació de la càrrega)

Hi ha dos tipus de motors que es regeixen pel cicle d'Otto, els motors de dos temps i els motors de quatre temps. Aquest últim, juntament amb el motor dièsel, és el més utilitzat en els automòbils, ja que té un bon rendiment i contamina molt menys que el motor de dos temps.

## Cicle de dos temps (2T)

Motor de dos temps

1. (Admissió - Compressió). Quan el pistó arriba al PMI (Punt Mort Inferior) comença a desplaçar-se fins al PMS (Punt Mort Superior), creant una diferència de pressió que aspira la mescla d'aire i gasolina per la lluerna d'admissió cap al càrter de precompressió. (Això no vol dir que entre de forma Gasosa). Quan el pistó tapa la lluerna, deixa d'entrar mescla, i durant la resta del recorregut descendent el pistó la comprimeix al càrter inferior, fins que es descobreix la llumenera de transferència que ho comunica amb la cambra de compressió, de manera que la barreja fresca precomprimit ajuda a expulsar els gasos cremats de l'escapament (renovació de la càrrega)
2. (Expansió - Escapament de gasos). Quan el pistó ha arribat al PMS i la barreja està comprimida, la hi encén per una espurna entre els dos elèctrodes de la bugia, alliberant energia i aconseguint altes pressions i temperatures en el cilindre. El pistó es desplaça cap avall, fent treball fins que es descobreix la lluerna d'escapament. En estar a altes pressions, els gasos cremats surten per aquest forat.

El rendiment d'aquest motor és inferior respecte al motor de 4 temps, ja que té un rendiment volumètric menor i la fuita de gasos és menys eficaç. També són més contaminants. D'altra banda, solen donar més parell motor en a unitat de temps (potència) per a la mateixa cilindrada, ja que aquest fa una explosió en cada revolució, mentre el motor de 4 temps fa una explosió per cada 2 revolucions, i compta amb més parts mòbils. En el passat van ser summament populars per les seves elevades prestacions en les motocicletes fins a una certa cilindrada, ja que en augmentar aquesta seu consum era excessiu.
Aquest tipus de motors s'utilitzen majoritàriament en motors de poca cilindrada (ciclomotor és, desbrossadores, tallabarder, motoserra, etc.), ja que és més barat i senzill de construir, i la seva emissió de contaminants elevada és molt baixa en valor absolut.

Motor de quatre temps

1. Durant la primera fase el pistó es desplaça fins al PMI i la vàlvula d'admissió està oberta, permetent que s'aspiri la barreja de combustible i aire cap a dins del cilindre (Això no vol dir que entre de forma gasosa).
2. Durant la segona fase les vàlvules romanen tancades i el pistó es mou cap al PMS, comprimint la barreja d'aire i combustible. Quan el pistó arriba al final d'aquesta fase, la bugia s'activa i encén la barreja.
3. Durant la tercera fase es produeix la combustió de la barreja, alliberant energia que provoca l'expansió dels gasos i el moviment del pistó cap al PMI. Es produeix la transformació de l'energia química continguda en el combustible a energia mecànica transmesa al pistó, que la transmet a la biela, aquesta la transmet al cigonyal, d'on es pren per a la seva utilització.
4. En la quarta fase s'obre la vàlvula d'escapament i el pistó es mou cap al PMS, expulsant els gasos produïts durant la combustió i quedant preparat per començar un nou cicle (renovació de la càrrega)

Per millorar l'ompliment del cilindre, també s'utilitzen sistemes de sobrealimentació, ja sigui mitjançant ús del turbocompressor o mitjançant compressors volumètrics o també anomenats compressors de desplaçament positiu.

## Eficiència
L'eficiència o rendiment tèrmic d'un motor d'aquest tipus depèn de la relació de compressió, proporció entre els volums màxim i mínim de la cambra de combustió. Aquesta proporció sol ser de 8 a 1 fins a 10 a 1 en la majoria dels motors Otto moderns. Es poden utilitzar proporcions majors, com de 12 a 1, augmentant així l'eficiència del motor, però aquest disseny requereix la utilització de combustibles d'alt índex d'octans per evitar la detonació.
Una relació de compressió baixa no requereix combustible amb alt nombre d'octans per evitar aquest fenomen, de la mateixa manera, una compressió alta requereix un combustible d'alt nombre d'octans, per evitar els efectes de la detonació, és a dir, que es produeixi una autoignició del combustible abans de produir l'espurna a la bugia.
El rendiment mitjà d'un bon motor Otto de 4 temps és d'un 25 a un 30%, inferior al rendiment aconseguit amb motors dièsel, que arriben a rendiments del 30 al 45%, a causa precisament de la seva major relació de compressió.

## Proporció d'aire i combustible
La proporció d'aire i combustible ha de romandre el més uniforme possible, dins d'uns estrets marges de variació, es denomina factor lambda i se situa al voltant de 14-15 parts d'aire en pes per cada part de benzina en pes.

## Control del parell motor
El control del parell motor s'efectua controlant la quantitat d'aire o barreja carbur que entra al motor, mitjançant l'accelerador. D'aquesta manera s'ajusta el conductor el parell motor a la càrrega motor.
L'eficiència o rendiment dels motors Otto moderns es veu limitada per diversos factors, entre d'altres, la pèrdua d'ompliment en el procés de renovació de la càrrega energia per la fricció i la refrigeració.

En el cicle Otto els motors treballen en un rang de pressions de combustió de 25 a 30 bars, partint d'una relació de compressió de 9 a 10, i en els que la relació d'aire/combustible (factor lambda), pren valors de 0,9 a 1,1.

## Invenció del motor de combustió interna
El primer inventor, cap a 1862, va ser el francès Alphonse Beau de Rochas. El segon, cap al 1875, va ser l'alemany doctor Nikolaus August Otto. Com cap d'ells sabia de la patent de l'altre fins que es van fabricar motors en ambdós països, hi va haver un plet. De Rochas va guanyar certa suma de diners, però Otto es va quedar amb la fama: el principi termodinàmic del motor de quatre temps es diu encara cicle d'Otto.
Otto va construir el seu motor el 1866 juntament amb el seu compatriota Eugen Langen. Es tractava d'un motor de gas que poc després va donar origen al motor de combustió interna de quatre temps. Otto va desenvolupar aquesta màquina, que després portaria el seu nom (motor cíclic Otto), en versions de quatre i dos temps.